# Haydn-Orchester

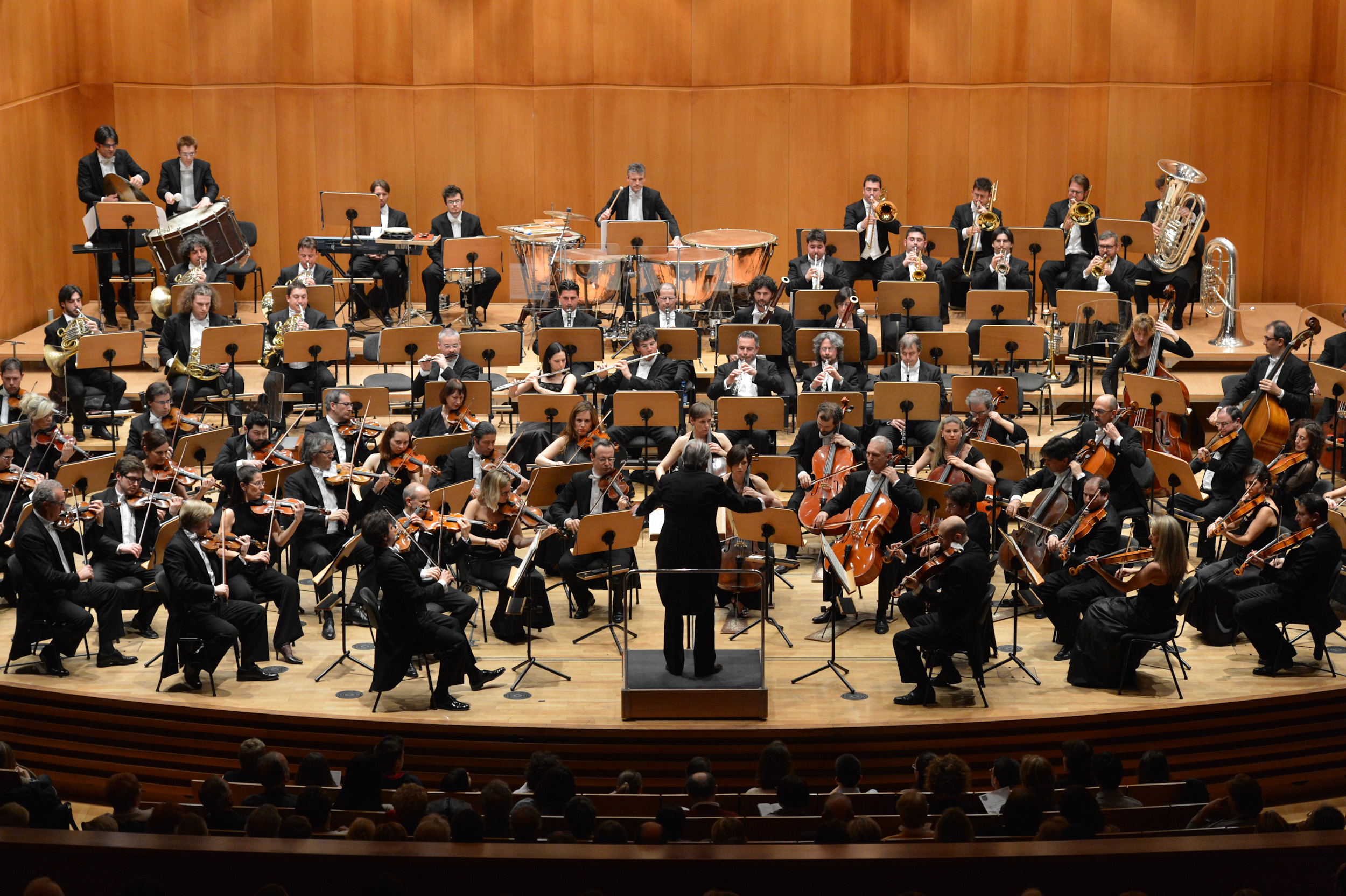
Haydn-Orchester in Bozen (2013)

Das Haydn-Orchester von Bozen und Trient (italienisch Orchestra Haydn di Bolzano e Trento) ist ein italienisches Sinfonieorchester. Beheimatet ist es in Bozen und Trient, benannt nach dem Komponisten Joseph Haydn. Das Repertoire erstreckt sich vom Barock bis zur zeitgenössischen Musik.

## Geschichte
Das Haydn-Orchester wurde 1960 auf Veranlassung der Städte Bozen und Trient sowie der Provinzen Südtirol und Trentino gegründet. Ursprünglich hatte es mit 40 Musikern eine verhältnismäßig kleine Besetzung. Das erste Konzert war eine Aufführung von Mozarts Requiem in Trient. Seinem Auftrag entsprechend versorgte es von nun an seine zwei Heimatstädte, aber auch kleinere Orte der Region mit regelmäßigen Konzertaufführungen. Eine prägende Gestalt der frühen Jahre war der Mitbegründer Andrea Mascagni (1917–2004). Von 2003 bis 2012 stand das Orchester unter der Leitung von Gustav Kuhn. 2013 übernahm Daniele Spini die Künstlerische Leitung des Orchesters, Arvo Volmer trat 2015 das Amt des Chefdirigenten an.
2021 folgte Giorgio Battistelli als Künstlerischer Leiter auf Spini.
Im Laufe der Jahre absolvierte das Haydn-Orchester zahlreiche internationale Konzerte und arbeitete an vielen Einspielungen mit. Als Gast-Dirigenten wirkten u. a. Claudio Abbado, Eliahu Inbal und Riccardo Muti.